# Yeni Cami

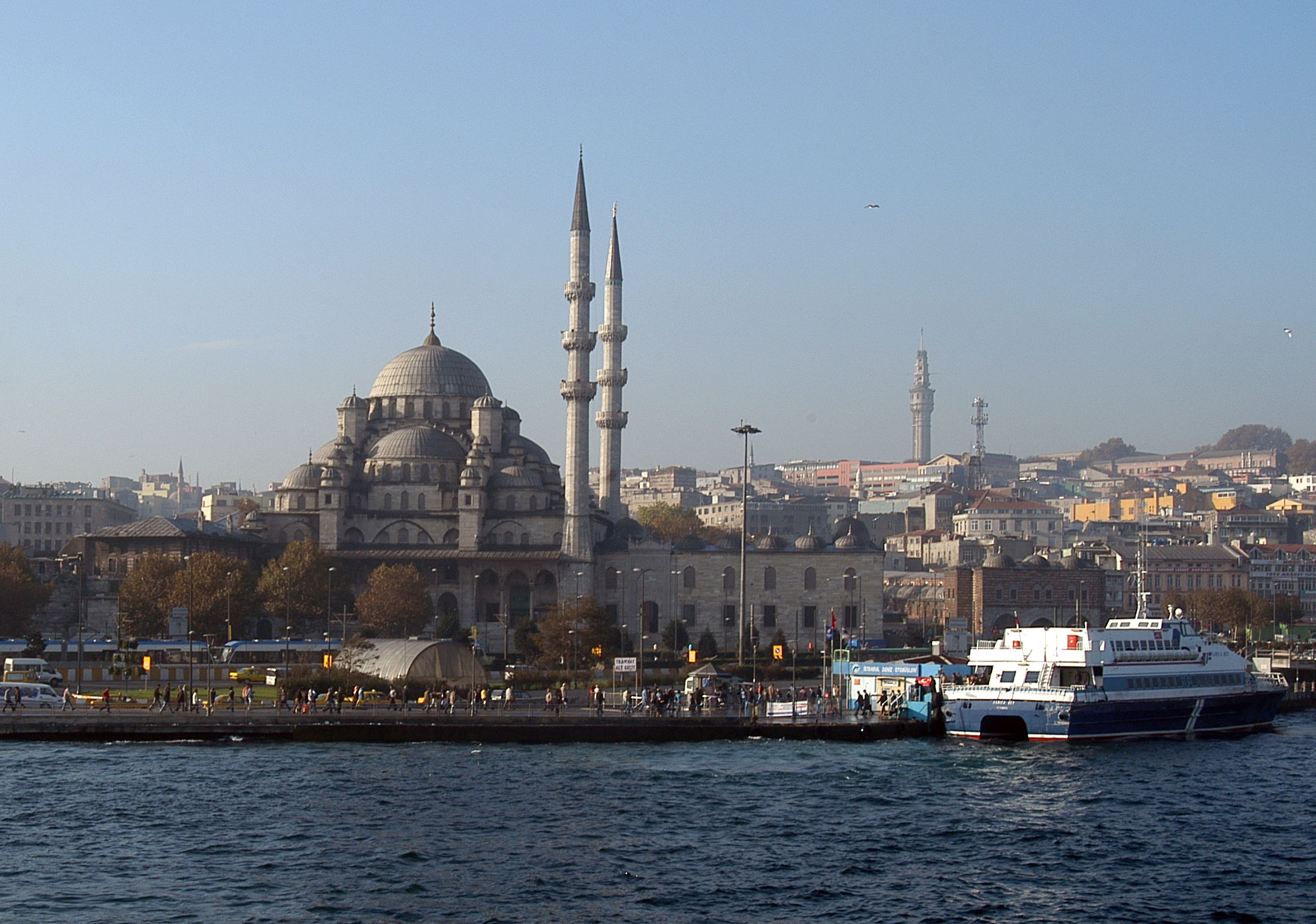
De Yeni Cami vanaf de Galatabrug, met de Gouden Hoorn op de voorgrond.

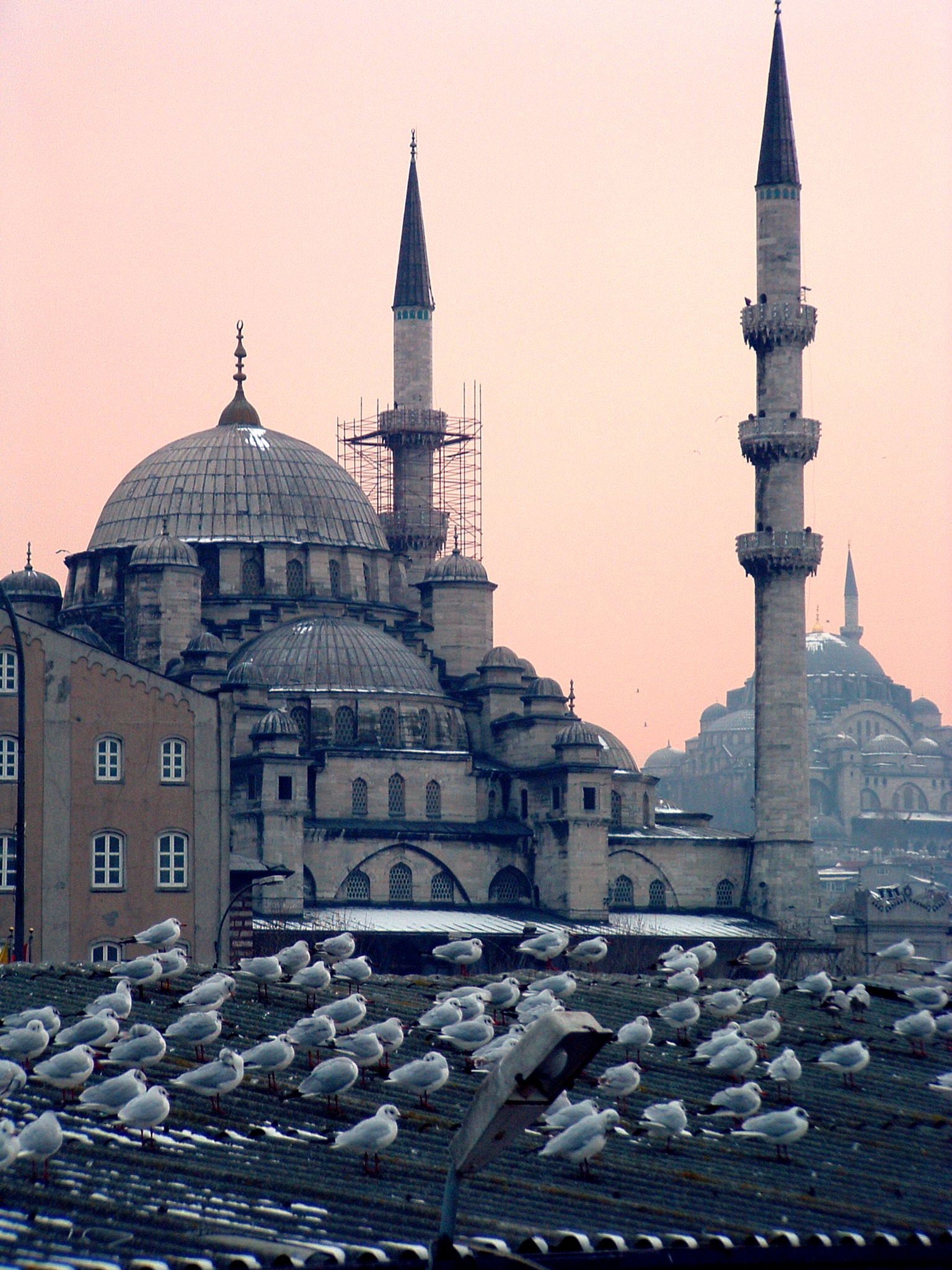
Twee moskeeën in de binnenstad van Istanbul: de Yeni Cami op de voorgrond, op de achtergrond de Süleymaniye-moskee.

De Yeni Cami of Yeni-moskee (Turks: yeni = "nieuwe", cami = "moskee") is een moskee in de Turkse stad Istanboel, in het district Eminönü. De moskee ligt aan de ingang van de (gedeeltelijk overdekte) Egyptische bazaar, niet ver van de Galatabrug over de Gouden Hoorn, die het district Eminönü met Galata verbindt.

## Geschiedenis
Werk aan de Yeni Cami begon in 1597 door architect Davut Ağa, in opdracht van sultan Mehmet III, die de moskee liet bouwen als eerbetoon aan Safiye Sultan, zijn moeder. Het volgende jaar werd de architect vervangen door Dalgıç Ahmed Ağa. Toen Mehmet in 1603 stierf, viel de bouw stil. Pas in 1661 werd opnieuw begonnen met bouwen, in opdracht van de moeder van sultan Mehmet IV, Hatice Turhan Sultan. De architect was dit keer Mustafa Ağa, het complex was klaar in 1663.

## Moskee
De moskee heeft een binnenplaats aan de kant van de bazaar, waar zich wasbakken en fonteinen voor de gelovigen die komen bidden bevinden. De omgang om de binnenplaats wordt bedekt met 21 kleine koepels. De moskee zelf heeft een vierkante plattegrond. De belangrijkste koepel (diameter 15 m) rust op vier kleinere halfkoepels. De moskee wordt geflankeerd door twee minaretten met drie omgangen. Aan de moskee vast zit het mausoleum van Hatice Turhan Sultan. In totaal bevat het complex 66 koepels. De moskee is gebouwd op een verhoging, zodat aan drie kanten steile trappen naar de deuren leiden. Op de trappen wemelt het meestal van de duiven, waardoor de bijnaam duivenmoskee ontstaan is.
In het mausoleum liggen behalve van Hatice Turhan Sultan de graven van de sultans Mehmet IV, Osman III, Mustafa II, Ahmed III en Mahmut I.